# کلیسای اندیمشک
همزمان با روند اجرایی احداث سد دز، اندیمشک و دعوت از شرکت‌های خارجی و استقرار آنها در منطقه به دلیل اهمیت جایگاه فرایض دینی کارکنان خارجی شاغل دراحداث سد دز آنها اقدام به ساخت ۲ واحد کلیسا در اندیمشک نمودند.
«کلیسای سانتاباربارا» در سد دز به ابعاد کوچکتر و یک باب کلیسای در مرکز شهر جهت انجام مراسم دینی و گردهمایی‌های مختلف ایجاد کردند با اتمام ساخت در دز از تعداد خانواده‌های ارمنی کلدانی و آشوری در شهرستان کاسته شد. اما انجام مراسم دینی در حد چند خانواده باقی ماند. این بنا در سال ۱۳۳۳ خورشیدی به سبک ایتالیایی و توسط کارکنان ایتالیایی ساخته شده‌است. مساحت ملک ۷۵٬۹۳۳ متر مربع دارای دیوار بتونی و نمازخانه و یک حلقه چاه آب و محل استقرار منبع ذخیره آب می‌باشد. معماری کلیسای کاتولیک کلدانی-آشوری اندیمشک با تأثیر از معماری دهه ۱۹۶۰ میلادی و با گرایش‌های قومی (بوتال آرثیتکلت) شکل گرفته و هنر مینیمال از وجود بارز آن است. کلیسای اندیمشک نمونه‌ای از "معماری بوتالیم هنر مینیمال" در ایران می‌باشد.
کلیسای اندیمشک تا سال ۱۳۸۲ عام‌المنفعه و فاقد سند رسمی مالکیت بوده اما در این سال توسط انجمن آشوری-کلدانی تهران به ثبتی ۲۵۸۲۸/۹ در بخش ۴ اندیمشک به ثبت رسیده‌ است این بنا در نبش خیابان‌های انقلاب و صفر احمدی در منطقه ۱ شهری اندیمشک بوده بود.

## یادداشت
1. ↑  بروتالیسم در معماری دهه ۱۹۶۰ میلادی قوت گرفت. نمایش مؤثر آن در «کلیسای رنشان» اثر لو کوربوزیه در فرانسه به جهانیان عرضه شد. در این شیوه مصالح بدون پیراهه و عریان استفاده می‌شود. هنرمند و معماری سعی در معرفی ذاتی مصالح دارد و خلوص و اصالت آنها را به نمایش می‌گذارد. با توجه به اصالت و خلوص در هماهنگی با دیدگاه‌های دینی کاربرد این شیوه را در مراکز مذهبی مقبول تر می‌نماید. هنر مینیمال نیز در دهه ۱۹۶۰ توسعه یافت در این هنر حداقل مصالح و عناصر به کار گرفته می‌شوند وهنرمند سعی در بیان عناصر می باشد. مانند اثر ثانوی حاصل موثریتر از خود عناصر باشد. مانند اثر ثانوی طراحی نور و سطوح ساده سیمانی در کلیسای اندیمشک. این هنر نیز به دلیل مبانی و نگاه فلسفی با هنر دینی قرابتی بنیادین دارد